# Constantin Budeanu
Constantin Budeanu (* 28. Februar 1886 in Buzău; † 27. Februar 1959 in Bukarest) war ein rumänischer Elektroingenieur, der Zustände in elektrischen Energienetzen erforschte und an der Entwicklung des Internationalen Einheitensystems beteiligt war.

## Leben
Budeanu studierte mit Hilfe eines V. Adamachi-Stipendiums, das er nach dem Abschluss des Studiums in Bukarest gewonnen hatte, in Paris Elektrotechnik. Er schlug die Bezeichnung „var“ für die elektrische Blindleistung vor.

## Schriften
- Puissances reactives et fictives 1927
- Sistemul general practic de mărimi şi unitati (Ein allgemeines und praktisches Größen- und Einheitensystem) 1957

## Auszeichnungen
Ordinul Muncii (Orden der Arbeit)